# Proteïna quinasa N1
La serina/treonina-proteïna cinasa N1 és un enzim que en humans està codificat pel gen PKN1.

## Funció
La proteïna codificada per aquest gen pertany a la superfamília de la proteïna cinasa C. Aquesta cinasa és activada per la família Rho de petites proteïnes G i pot mediar la via de senyalització depenent de Rho. Aquesta cinasa pot ser activada per fosfolípids i per proteòlisi limitada. S'informa que la proteïna quinasa-1 depenent de 3-fosfoinosítids (PDPK1/PDK1) fosforila aquesta cinasa, que pot mediar els senyals d'insulina al citoesquelet d'actina. L'activació proteolítica d'aquesta cinasa per la caspasa-3 o proteases relacionades durant l'apoptosi suggereix el seu paper en la transducció del senyal relacionada amb l'apoptosi. S'han observat variants de transcripció empalmades alternativament que codifiquen isoformes diferents.

## Interaccions
S'ha demostrat que la proteïna cinasa N1 interactua amb:
- AKAP9,[9]
- Actinin, alpha 1,
- CCDC85B,
- NEFL,
- NEUROD2
- Phosphoinositide-dependent kinase-1,
- Phospholipase D1,
- RHOA, i
- Vimentin.
- TRAF1.[10]